# Emmy Andersson
Emmy Andersson, född 3 maj 1998 är en svensk volleybollspelare (libero). Hon spelar (2024) för Linköpings VC och Sveriges landslag. 
Tidigare har hon spelat för Hylte/Halmstad VBK, Örebro Volley samt moderklubben Norsjö Volley. Han var ursprungligen vänsterspiker, men gick över till att spela som libero i samband med övergången till Örebro. Andersson debuterade i landslag i maj 2023 då det mötte Ungern  som förberedelse inför European Golden League 2023. Hon har tidigare spelat för juniorlandslaget.
Emmy kommer från en volleybollfamilj, hon har en bror Joel som även han spelar volleyboll på elitnivå och hennes mor är ordförande i moderklubben.